# Fatso Jetson
I Fatso Jetson sono un gruppo californiano formato nel 1994 da Mario Lalli e Larry Lalli, ex componenti degli Yawning Man, insieme a Tony Tornay.
Sono considerati i principali pionieri dello Stoner rock e ispiratori di gruppi come Queens of the Stone Age e Kyuss.
La loro musica è un misto di sonorità surf rock, punk, blues e hard rock anni settanta, con forti influenze sabbatiane e psichedeliche.

## Storia del gruppo
Il gruppo si formò nel 1994 nel club gestito dai cugini Lalli, il Rhythm & Brews a Indio. Il batterista Tony Tornay era un assiduo frequentatore del club e, visto che i tre suonavano chitarra, basso e batteria, decisero di mettere insieme i Fatso Jetson.
Composero insieme una decina di canzoni e suonarono dal vivo per la prima volta nel settembre del 1994. In quell'occasione, Greg Ginn propose alla band di registrare un album presso la sua etichetta, la SST Records.
In seguito, il gruppo si esibì in diversi concerti ed iniziò un tour insieme ai Kyuss.
Tra il 1995 e il 1997 uscirono i primi due dischi dei Fatso Jetson, Stinky Little Gods e Power Of Three, entrambi per l'etichetta SST Records. In Power of Three compare per la prima volta Vince Meghrouni all'armonica. Meghrouni tornerà poi come membro fisso da Cruel & Delicious in poi.
Tra il 1997 e il 1998, dopo aver collaborato con Brant Bjork per un breve periodo, i Fatso Jetson entrarono nei Monkey Studios di Palm Springs per registrare il loro terzo album, Toasted, prodotto da Chris Goss per l'etichetta Bongload Custom Records. In quel periodo Frank Kozik chiese al gruppo di registrare un disco per la sua etichetta, la Man's Ruin Records. Nell'agosto del 1998, i Fatso Jetson tornarono ai Monkey Studios per registrare le tracce che sarebbero poi confluite nell'album Flames For All.
I Fatso Jetson contribuirono anche alla produzione delle Desert Sessions, durante le quali Mario Lalli scrisse, insieme a Josh Homme, due canzoni che furono poi rese famose dai Queens Of The Stone Age: You Think I Ain't Worth A Dollar, But I Feel Like A Millionaire e Monster In The Parasol.
Nel 2002 il gruppo cambiò nuovamente etichetta, incidendo per la Rekords Rekords di Josh Homme e registrò il loro quinto album, Cruel & Delicious, in cui compare anche una cover dei Devo, Ton o Luv.
Dopo qualche data con Queens of the Stone Age, Fu Manchu e Beck, i Fatso Jetson frenarono la loro attività per qualche anno. I tre membri permanenti, Mario, Tony e Larry, essendosi trasferiti in città diverse e sommersi da altri impegni, non poterono più continuare a suonare con la frequenza di un tempo.
Continuarono tuttavia ad esibirsi in qualche show regionale ed a frequentare vari studi di registrazione. Ci volle comunque qualche anno per vedere del nuovo materiale.
Nel 2007 la band ha pubblicato “Live”, un EP che raccoglie una serie di concerti dal vivo registrati a Los Angeles, prodotto dalla Cobraside Records.
Nel 2010 è uscito Archaic Volumes, sempre per la Cobraside Records, con conseguente tour in Europa e negli Stati Uniti d'America.
Dario Lalli (figlio di Mario) si è unito ai Fatso Jetson nel 2013. Nello stesso anno viene registrato un singolo insieme agli Yawning Man, promosso con un tour europeo.
Il gruppo appare anche in un episodio della serie di documentari Foo Fighters: Sonic Highways, diretta da Dave Grohl.

## Stile musicale
Il primo album dei Fatso Jetson, Stinky Little God, viene definito come un misto tra surf, punk e psichedelia, i cui suoni preludono quelli che saranno propri di band protagoniste della scena stoner come Kyuss e Queens of the Stone Age. La voce di Mario Lalli è fortemente influenzata dal blues e dal punk, sia nei toni che nei testi, mentre le cinque tracce strumentali del disco anticipano le jam session che saranno la base del desert e dello stoner rock.
Con Flames For All lo stile si fa più eccentrico e cupo, le tracce meno accessibili, con riff che ricordano i Devo dei primi anni ottanta.
È con Toasted, però, che i Fatso Jetson raggiungono il sound puramente desert, mischiando il grunge grintoso degli anni novanta con pesanti riff alla Black Sabbath.
Il brano New Age Android apre l'album con una tastiera squittente e robotica e con un groove di basso tipicamente space rock. Magma si presenta come una successione di potenti power chord accompagnati da una linea vocale fortemente blues. Nei tre pezzi strumentali She's So Borg, Tutta Dorma e Too Many Skulls la batteria di Tony Tornay si fa più serrata sotto gli assoli psichedelici di Mario Lalli.
Cruel & Delicious è un prodotto più sperimentale, influenzato da elementi jazz, ma sempre guidato dallo stile sabbatiano. Il tumultuoso sassofono di Drinkin Mode, la melodia di Light Yourself On Fire, i ritmi sobbalzanti di Heavenly Hearse, la cupa cover dei Devo, Ton O Luv e le digressioni jazz di Pig Hat Smokin contribuiscono a dare un tono psichedelico all'intero album.

## Riconoscimenti
Nel 2003 la rivista LA Weekly ha definito la band come una delle “Best Rock Bands” di Los Angeles.

## Formazione

### Formazione attuale
- Mario Lalli – voce e chitarra
- Larry Lalli – basso
- Tony Tornay – batteria
- Vince Meghrouni – sassofono e armonica
- Dino Lalli – chitarra

### Ex componenti
- Brant Bjork – chitarra (1997 – 1998) (Kyuss, Fu Manchu)
- Gary Arce – chitarra  (1998 – 2000) (Yawning Man, The Perfect Rat)

## Discografia

### Album
- 1995 - Stinky Little Gods – SST Records
- 1997 - Power Of Three – SST Records
- 1999 - Flames For All – Man's Ruin Records
- 2001 - Toasted – Bongload Custom Records
- 2002 - Cruel & Delicious – Rekords Rekords
- 2007 - Fatso Jetson Live (LP) – Cobraside
- 2010 - Archaic Volumes – Cobraside
- 2014 - Live at Maximum Festival
- 2016 - HIFIKLUB VS FATSO JETSON – DOUBLE QUARTET SERIE #01 - SUBSOUND RECORDS
- 2016 - Idle Hands - Heavy Psych Sounds

### Singoli/EP
- 1998 - Jailbreak, CD/split 45 giri con i Fu Manchu - Sessions Records
- 1998 - Split 45 giri con i The Bloodshot - Miracle Records
- 1999 - Split 45 giri con i Fireball Ministry - Cattle Prod Records
- 2010 - Split 45 giri con gli Oak's Mary - Third Conspiracy
- 2013 - Split EP con gli Yawning Man  - 2013 Tour EP
- 2014 - Earlyshapes CD/Split 45 giri con gli Herba Mate - Go Down Records
- 2016 - FATSO JETSON / DEL-TOROS SPLIT 7″ - Shattered Platter

### Compilation
- 1998 - Welcome to Meteor City - Meteor City
- 1999 - Graven Images - A Tribute to the Misfits -  Firebird Records
- 2000 - Stoned Again - Bong Load Custom Records